# Cal Pere Anton
Cal Pere Anton és una masia del terme municipal de Castellterçol, al Moianès.
Està situada a prop al sud de la vila de Castellterçol, i a prop i a llevant del Castell de Sant Miquel, a ponent del Casuc i al nord-oest de Can Revitllat.